# Tabelbala
Tabelbala (în arabă تبلبالة) este o comună din provincia Béchar, Algeria.
Populația comunei este de 5.248 de locuitori (2009).